# Dan Ryšavý
Dan Ryšavý (* 1971) je český sociolog.

## Životopis
Vystudoval sociologii na Masarykově univerzitě v Brně, kde si udělal i doktorát (Ph.D., 2002). Od roku 1998 působí na Univerzitě Palackého, kde se v roce 2016 habilitoval. Pracuje na Katedře sociologie, andragogiky a kulturní antropologie.
Zabývá se především lokálními a regionálními politickými elitami a ekonomickou sociologií.

## Dílo (výběr)
- Ryšavý, Dan. Metody a techniky sociálního výzkumu. Olomouc: Univerzita Palackého, 2002. ISBN 80-244-0577-6.
- Ryšavý, Dan – Šaradín, Pavel. Zastupitelé českých měst a obcí v evropské perspektivě. Praha: Sociologické nakladatelství (SLON), 2011. ISBN 978-80-7419-042-1.